# أندكسانيت ألفا
أندكسانيت ألفا(Andexanet alfa)، الذي يُباع تحت الإسم التجاري أنديكسكسا( Andexxa) من بين أسماء أخرى، هو ترياق لأدوية rivaroxaban وapixaban ، و ذلك عند الحاجة إلى عكس مضادات تخثر الدم بسبب النزيف غير المنضبط. و دليل فوائده لم يعد مطلقا اعتبارًا من عام 2021.  ولم يثبت أنه مفيد لمثبطات العامل Xa الأخرى.  و يعطى عن طريق الحقن في الوريد . 
تشمل الآثار الجانبية الشائعة له ما يلي: الالتهاب الرئوي وعدوى المسالك البولية و الشعور بالحرارة و ضيق التنفس.  كما قد تشمل الآثار الجانبية الشديدة على جلطات الدم أو النوبات القلبية أو السكتات الدماغية أو السكتة القلبية.  و هو يعمل عن طريق الارتباط بالريفاروكسابان و الأبيكسابان. 
ووفق عليه للاستخدام الطبي في الولايات المتحدة في عام 2018.  و طور من قبل شركة بورتولا للأدوية.  في الولايات المتحدة، تبلغ التكلفة النموذجية لاستخدام العقار للشخص الواحد من 25000 إلى 50000 دولار أمريكي ابتداء من عام 2019.  في المملكة المتحدة تكلف هيئة الخدمات الصحية الوطنية حوالي 15000 جنيه إسترليني اعتبارًا من عام 2020.  رغم ذلك، فهو غير متوفر في كندا ابتداء من 2021. 